# Giuliana Cavaglieri Tesoro
Giuliana Tesoro (nascuda Giuliana Cavaglieri) (Venècia, Itàlia, 1 de juny de 1921 - Dobbs Ferry, Nova York, 29 de setembre de 2002), va ser una química orgànica i inventora, amb més de 125 patents als Estats Units, que va fer múltiples contribucions a la indústria de la fibra i el tèxtil, la més rellevant de les quals potser va ser el desenvolupament dels teixits ignífugs.

## Educació i experiència professional
Cavaglieri va néixer a Venècia el 1921 en una família jueva. El seu pare, Gino Cavaglieri, dirigia una companyia d'assegurances i va morir quan ella tenia només 12 anys. El 1938, després d'acabar l'educació secundària, se li va negar l'accés al sistema universitari italià per les lleis racials imposades pel govern feixista. Es va traslladar primer a Suïssa i el 1939 als Estats Units.
Als Estats Units va accedir a la Universitat Yale, en la qual es va graduar en un temps rècord. El 1943, a l'edat de 21 anys, Cavaglieri es doctorava en Química Orgànica. Aquest mateix any es va casar amb Victor Tesoro, amb qui tindria dos fills.
Va treballar els estius a Calico Chemical Company fins que el 1944 va acceptar un lloc de treball com a investigadora química a Onyx Oil and Chemical Company. En aquesta mateixa empresa va ascendir a cap del departament de síntesis orgàniques el 1946, sotsdirectora de recerca el 1955, i directora adjunta el 1957. Després la van nomenar sotsdirectora de recerca orgànica a J.P. Stevens & Company. Es va traslladar a l'institut de recerca tèxtil durant dos anys. El 1969 va acceptar un lloc com a química a Burlington Industries i fou nomenada directora del departament de recerca química el 1971.
El 1972 va acceptar un lloc com a professora convidada a l'Institut Tecnològic de Massachusetts, on va estar ensenyant fins al 1976. Es va quedar a la facultat com a professora adjunta fins al 1982. Després es va traslladar a l'Institut Politècnic de Nova York, on va estar investigant fins al 1996, quan es va retirar oficialment.

## Contribucions a la química i als tèxtils
Cavaglieri va fer molts avenços en el processament tèxtil i en els compostos orgànics que van millorar tant el rendiment tèxtil per als consumidors del dia a dia com l'eficiència dels sistemes de fabricació. Va desenvolupar fibres resistents al foc, i va dissenyar formes de prevenció de l'acumulació estàtica en fibres sintètiques.

## Reconeixement
Va ser membre de diversos comitès de l'Acadèmia Nacional de les Ciències (National Academy of Sciences) i del Consell Nacional de Recerca (National Research Council) respecte a materials tòxics i seguretat davant del foc.
Altres comitès en els quals va participar van ser l'Organització de les Fibres Tèxtils (the Fiber Society), de la qual fou fundadora i presidenta el 1974, l'Associació Americana de Químics i Coloristes Tèxtils (the American Association of Textile Chemists and Colorists) o l'Associació Química Americana (the American Chemical Society).
El 1963 se li va atorgar la Medalla Olney de l'Associació Americana de Químics i Coloristes Tèxtils. També se li va concedir el premi Society of Women Engineers' Achievement Award el 1978.